# ژان-کلود لکلر
ژان-کلود لوکلر (فرانسوی: Jean-Claude Leclercq‎؛ زادهٔ ۲۲ ژوئیهٔ ۱۹۶۲) دوچرخه‌سوار اهل فرانسه است.